# Marks
Marks (ruski: Маркс, njemački: Katherinenstadt) grad je u ruskoj upravnoj jedinici Saratovskoj oblasti, 140 km sjeverozapadno od kazahstanske granice. Sjedište je Marksovskog rajona. Od 1920. do 1941. zvao se Marksštadt (rus. Марксшта́дт), prije toga (do 1915.) Ekaterinenštadt (Екатериненштадт) i (do 1920.) Ekaterinograd (Екатериногра́д). Staro je ime dobio po ruskoj carici Katarini Velikoj, a novo po Karlu Marxu.
Grad je od 1924. do 1941. pripadao Povolško-njemačkoj ASSR, čiji je bio drugi po veličini grad.
Susjedni se grad zove Engels.

## Stanovništvo
Grad je 2010. imao 32.594 stanovnika.

## Vanjske poveznice
- Službena stranica Marksovskog rajona (rus.)

### Ostali projekti
|  | Zajednički poslužitelj ima još gradiva o temi Marks |